# Arnold Feil
Arnold Feil (* 2. Oktober 1925 in Mannheim; † 30. März 2019 in Tübingen) war ein deutscher Musikwissenschaftler und Hochschullehrer.

## Leben
Feil wurde in Mannheim geboren, wuchs aber in Ludwigshafen am Rhein auf. Er absolvierte ein Studium der Musik (Klavier und Dirigieren) an den Musikhochschulen in Mannheim und Heidelberg sowie ein Studium der Musikwissenschaft, der Lateinischen Philologie des Mittelalters, der Geschichte (Mittelalter), der Philosophie und Kunstgeschichte an der Universität Heidelberg, das er mit der Promotion 1954 abschloss. Von 1954 bis 1958 wirkte er als Musikbeauftragter beim Kulturamt der Stadt Ludwigshafen am Rhein. Von 1959 bis 1982 war er Lehrbeauftragter für Musikwissenschaft an der Universität Stuttgart; zugleich Lehrbeauftragter für Musikwissenschaft an der Fachhochschule für Bibliothekswesen Stuttgart.
An der Universität Tübingen wurde er 1965 habilitiert und war dort ab 1972 außerplanmäßiger Professor für Musikwissenschaft. Nachdem er in den Jahren 1977 und 1978 als Professor für Musikgeschichte an der Staatlichen Hochschule für Musik und darstellende Kunst in Hannover gewirkt hatte, war er von 1979 bis 1988 Professor für Musikwissenschaft wieder in Tübingen.
Wissenschaftlich beschäftigte sich Feil vor allem mit Franz Schubert. Seine Habilitation war dem Thema Studien zu Schuberts Rhythmik gewidmet. An der von Walter Gerstenberg begonnenen Schubert-Ausgabe war er von Beginn an und bis zu seiner Pensionierung maßgeblich beteiligt. Zu den schubertschen Liederzyklen verfasste er eine Monografie. 1965 war er einer der Gründer der Internationalen Schubert-Gesellschaft und von 1978 bis 1990 deren Präsident.
Anlässlich des 90. Geburtstages von Feil lud die Universität Tübingen 2015 zu einer Feierstunde mit Grußworten von Jürgen Leonhardt und Thomas Schipperges. Den Festvortrag unter dem Titel "Arnold Feil: 60 Jahre Musikforschung" hielt Walther Dürr.
Feil starb am 30. März 2019 in Tübingen.

## Veröffentlichungen (Auswahl)

### Bücher
- Satztechnische Fragen in den Kompositionslehren von Friedrich Erhard Niedt, Joseph Riepel und Heinrich Christoph Koch, Diss. Heidelberg 1955.
- Studien zu Schuberts Rhythmik. 2. Auflage. Georg Olms Verlag, Hildesheim 1997, ISBN 3-487-10312-5 (Erstausgabe:  1966, Habilitationsschrift).
- Franz Schubert. Die schöne Müllerin, Winterreise, Stuttgart 1975, 2. Aufl. 1996.
- Hrsg. gemeinsam mit Werner Aderhold, Walther Dürr und Christa Landon: Otto Erich Deutsch. Franz Schubert. Thematisches Verzeichnis seiner Werke in chronologischer Folge, Kassel 1978.
- Gemeinsam mit Walther Dürr: Reclams Musikführer Franz Schubert, Stuttgart 1991.
- Metzler Musik Chronik vom frühen Mittelalter bis zur Gegenwart, Stuttgart und Weimar 1993, 2., erweiterte Aufl. 2005. ISBN 978-3-476-00929-6
- Über Musik als Wirklichkeit. Ausgewählte Aufsätze und Vorträge, hrsg. von Jörg Büchler, Wilhelmshaven 2019 (Taschenbücher zur Musikwissenschaft Bd. 171). ISBN 978-3-7959-1025-9

### Editionen
- Franz Schubert. Neue Ausgabe sämtlicher Werke, hrsg. von der Internationalen Schubert-Gesellschaft:
  - Gemeinsam mit Christa Landon: Bd. V/1: Sinfonien Nr. 1-3, Kassel 1967.
  - Bd. VI/1: Oktette und Nonett, Kassel 1969.
  - Bd. VI/7: Werke für Klavier und mehrere Instrumente, Kassel 1975.
  - Gemeinsam mit Douglas Woodfull-Harris: Sinfonien Nr. 4-6, Kassel 1999.

### Aufsätze
- Mozarts Duett "Bei Männern, welche Liebe fühlen". Periodisch-metrische Fragen, in: Festschrift Walter Gerstenberg zum 60. Geburtstag, hrsg. von Georg von Dadelsen und Andreas Holschneider, Wolfenbüttel und Zürich 1964, S. 45–54.
- Volksmusik und Trivialmusik. Bemerkungen eines Historikers zu ihrer Trennung, in: Die Musikforschung 26 (1973), S. 159–166.
- Zur Genesis der Gattung Lied, wie sie Franz Schubert definiert hat, in: Muzikološki zbornik 11 (1975), S. 40–53.
- Über Musik als Wirklichkeit, in: Festschrift Georg von Dadelsen zum 60. Geburtstag, hrsg. von Thomas Kohlhase und Volker Scherliess, Neuhausen-Stuttgart 1978, S. 113–129.
- Die Musikkultur des Mittelmeerbeckens und die abendländische Polyphonie, in: Report of the Twelfth Congress (IGMW) Berkeley 1977, Kassel 1981, S. 402–405.
- Goethes und Schuberts ‚Erlkönig‘, in: Festschrift Rudolf Bockholdt zum 60. Geburtstag, hrsg. von Norbert Dubowy und Sären Meyer-Eller, Pfaffenhofen 1990, S. 339–351.
- Zum Rhythmus der Wiener Klassiker, in: Internationaler Musikwissenschaftlicher Kongreß zum Mozartjahr 1991 Baden-Wien. Bericht, Bd. 1, hrsg. von Ingrid Fuchs, Tutzing 1993, S. 241–254.
- Überlegungen zur Instrumentalmusik und zur instrumentalen Komposition in der älteren abendländischen Musikgeschichte, in: Traditionen – Neuansätze. Für Anna Amalie Abert (1906-1996), hrsg. von Klaus Hortschansky, Tutzing 1997, S. 265–272.